# PGC 29088
LEDA/PGC 29088 ist eine Galaxie mit aktivem Galaxienkern im Sternbild Kleiner Löwe am Nordsternhimmel. Sie ist schätzungsweise 654 Millionen Lichtjahre von der Milchstraße entfernt und hat einen Durchmesser von etwa 135.000 Lichtjahren. Gemeinsam mit NGC 3099 bildet sie das vermutlich gebundene Galaxienpaar Holm 160. 
Im selben Himmelsareal befinden sich unter anderem die Galaxien PGC 2005606, PGC 2006038, PGC 2008615, PGC 2016034.